# Lista de prêmios e indicações recebidos por O Segredo de Brokeback Mountain
O filme O Segredo de Brokeback Mountain (2005) recebeu inúmeros prêmios, incluindo três Oscars (Melhor Direção, Melhor Roteiro Adaptado e Melhor Trilha Sonora), quatro Globos de Ouro (Melhor Filme Dramático, Melhor Direção, Melhor Canção e Melhor Roteiro) e quatro prêmios BAFTA (Melhor Filme, Melhor Direção, Melhor Roteiro Adaptado e Melhor Ator Coadjuvante para Jake Gyllenhaal). O filme também recebeu quatro indicações para os prêmios Screen Actors Guild (Melhor Ator, Melhor Ator Coadjuvante, Melhor Atriz Coadjuvante e Melhor Elenco), mais do que qualquer outro lançado em 2005.

## Prêmios
- Academy Awards (Oscars):
  - Melhor Direção - Ang Lee
  - Melhor Roteiro Adaptado - Larry McMurtry e Diana Ossana
  - Melhor Trilha Sonora Original - Gustavo Santaolalla

- BAFTA Awards: 
  - Melhor Filme
  - Melhor Direção - Ang Lee
  - Melhor Ator Coadjuvante - Jake Gyllenhaal
  - Melhor Roteiro Adaptado - Larry McMurty e Diana Ossana

- Critics' Choice Awards:
  - Melhor Filme
  - Melhor Direção - Ang Lee
  - Melhor Atriz Coadjuvante - Michelle Williams

- Director's Guild of America Awards:
  - Melhor Direção Cinematográfica - Ang Lee

- European Film Awards: 
  - Best Direção - Ang Lee

- Festival Internacional de Cinema de Veneza:
  - Leão de Ouro de Melhor Filme

- GLAAD Media Awards:
  - Melhor Filme - Lançamento Amplo

- Golden Globe Awards:
  - Melhor Filme Dramático
  - Melhor Direção - Ang Lee
  - Melhor Roteiro - Larry McMurtry e Diana Ossana
  - Melhor Canção - Gustavo Santaolalla e Bernie Taupin, "A Love That Will Never Grow Old"

- Independent Spirit Awards:
  - Melhor Filme
  - Melhor Direção - Ang Lee

- MTV Movie Awards:
  - Melhor Performance Masculina - Jake Gyllenhaal
  - Melhor Beijo - Heath Ledger e Jake Gyllenhaal

- National Board of Review: 
  - Melhor Filme (2° lugar)
  - Melhor Direção - Ang Lee
  - Melhor Ator Coadjuvante - Jake Gyllenhaal

- New York Film Critics Circle: 
  - Melhor Filme
  - Melhor Direção - Ang Lee
  - Melhor Ator - Heath Ledger

- Producers Guild of America: 
  - Melhor Produção Cinematográfica do Ano

- Satellite Awards: 
  - Melhor Filme Dramático
  - Melhor Direção - Ang Lee
  - Melhor Edição - Geraldine Peroni e Dylan Tichenor
  - Melhor Canção - Gustavo Santaolalla e Bernie Taupin, "A Love That Will Never Grow Old"

- Writers Guild of America Awards: 
  - Melhor Roteiro Adaptado - Larry McMurtry e Diana Ossana

## Indicações
- Academy Awards (Oscars):
  - Melhor Filme
  - Melhor Ator - Heath Ledger
  - Melhor Ator Coadjuvante - Jake Gyllenhaal
  - Melhor Atriz Coadjuvante - Michelle Williams
  - Melhor Fotografia - Rodrigo Prieto

- American Cinema Editors: 
  - Melhor Edição de um Filme Dramático

- BAFTA Awards:
  - Melhor Ator - Heath Ledger
  - Melhor Atriz Coadjuvante - Michelle Williams
  - Melhor Fotografia - Rodrigo Prieto
  - Melhor Trilha Sonora - Gustavo Santaolalla
  - Melhor Edição - Geraldine Peroni e Dylan Tichenor

- Prêmios do Cinema Europeu: 
  - Melhor Diretor Internacional - Ang Lee

- Golden Globe Awards:
  - Melhor Ator - Heath Ledger
  - Melhor Ator Coadjuvante - Jake Gyllenhaal
  - Melhor Atriz Coadjuvante - Michelle Williams
  - Melhor Trilha Sonora Original - Gustavo Santaolalla

- Independent Spirit Awards:
  - Melhor Ator - Heath Ledger
  - Melhor Atriz Coadjuvante - Michelle Williams

- National Board of Review:
  - Melhor Filme (2° lugar)
  - Melhor Ator - Heath Ledger

- Screen Actors Guild Awards:
  - Melhor Ator - Heath Ledger
  - Melhor Ator Coadjuvante - Jake Gyllenhaal
  - Melhor Atriz Coadjuvante - Michelle Williams
  - Melhor Elenco de um Filme

## Reação da crítica após a entrega dos prêmiosOscars
Os críticos cinematográficos dos Estados Unidos elogiaram a Academia de Artes e Ciências Cinematográficas quando o filme recebeu oito indicações aos prêmios Oscars. 
- Kenneth Turan, do Los Angeles Times disse: "Na privacidade da cabine de votação, assim como nos casos em que vários políticos que lideram as pesquisas perdem nas eleições, as pessoas se sentem livres para manifestarem preconceitos inconscientes que nunca imaginaram ter (...). E pelo menos nesse ano, essa prática acabou por prejudicar Brokeback Mountain."[1]

- Nikki Finke, do Los Angeles Weekly disee: "Eu sabia que havia uma grande chance de que, mesmo sem ver o filme, os votantes do Oscar se sentiram culpados ou se sucumbiram à pressão para votar no filme dos "cowboys gays" e assim, golpeariam os políticos republicanos e os extremistas religiosos preconceituosos. Mas por alguma razão, os votantes não o fizeram, e Brokeback perdeu por todas as razões certas."[2]

- Peter Howell, do Toronto Star: "No domingo vimos a seleção de Crash ao invés de Brokeback Mountain para Melhor Filme; pela primeira vez parece que o medo pareceu guiar o impulso de entregar o maior prêmio da noite dos Oscars. Desafiados com a escolha de entregar o prêmio para um filme "alegre" sobre o mal do racismo ou para um filme "problemático" que desafia preconceitos sobre amor homossexual, os votantes da Academia preferiram ir pelo lado mais seguro."[3]

A autora do conto Brokeback Mountain, Annie Proulx também comentou sobre como a direita política influenciou para que o filme perdesso o prêmio de melhor filme:
"O pessoal envolvido com Brokeback Mountain, incluindo eu mesma, esperava que, ter sido indicado para oito Oscars, significava que conseguiríamos o prêmio de Melhor Filme, assim como aconteceu com os Independent Spirit Awards. Nós deveríamos saber que os votantes conservadores da Academia teriam idéias bastantes diferentes das nossas sobre cultura contemporânea. Aproximadamente 6.000 votantes da industria de cinema, a maioria deles da área da grande Los Angeles, muito deles vivendo suas vidas blindadas através de portões de ferro ou em luxuosas casas de descanso, sem conexão nenhuma não só com o grande fermento cultural que é os EUA hoje, mas também com suas próprias cidades, decidem quais filmes são bons. Há rumores de que a Lions Gate inundou os votantes da Academia com cópias de DVD de Trash ("lixo", em português) - me desculpe - Crash apenas semanas antes do final da votação (...)"
A escritora também comentou a perda do Oscar de melhor ator, dizendo que a interpretação de Philip Seymour Hoffman em Capote se consistia da técnica de "mímica"; uma vez que achou que a interpretação de Heath Ledger consistiu na verdadeira criação do personagem de Ennis Del Mar.
O Ultimate Brokeback Forum, um fórum da web que é constituído por milhares de membros no mundo inteiro, financiou um anúncio de uma página inteira na edição de 10 de maio de 2006 da Revista Daily Variety, agradecendo aos realizadores de Brokeback Mountain, listando todos os prêmios significativos que este recebeu. A não menção dos três Oscars que o filme ganhou causou grande furor, principalmente porque foi mencionado o prêmio que este ganhou da Academia Cinematográfica Britânica. Essa edição da revista foi uma das mais vendidas.